# Ballumerbocht (buurtschap)
Ballumerbocht is een buurtschap op het Nederlandse Waddeneiland Ameland. Het ligt op circa twee kilometer afstand van het dorp Ballum en heeft ook dezelfde postcode als Ballum, namelijk 9162. De bebouwing van het gehucht ligt grotendeels aan de Reeweg en aan de Smitteweg.

## Reddingsstation
Met de naam Ballumerbocht wordt ook wel het buitendijkse gebied op en nabij de Stroomleidam aangeduid. Op deze pier is het Reddingstation Ameland Ballumerbocht gevestigd, een van de twee reddingstations van de Koninklijke Nederlandse Redding Maatschappij op Ameland. Op dezelfde pier zijn tevens verschillende oudere type reddingsboten van de KNRM te bezichtigen.

## Dijkwacht
Op de dijk langs de Reeweg staat een bronzen dubbelbeeld van Frans Ram genaamd De Dijkwachters. Het beeld verwijst naar de Amelander dijkwacht en is geplaatst ter gelegenheid van de voltooiing van het verhogen van de Amelander dijken tot deltahoogte. Het is een van de vijf beelden van deze kunstenaar op het eiland.
Op de sokkel van het beeld staat vermeld:

Al jaagt de storm de golven 

soms angstig hoog, 

de dijkwacht is paraat

met wakend oog.

Waterschap de Amelander grieën

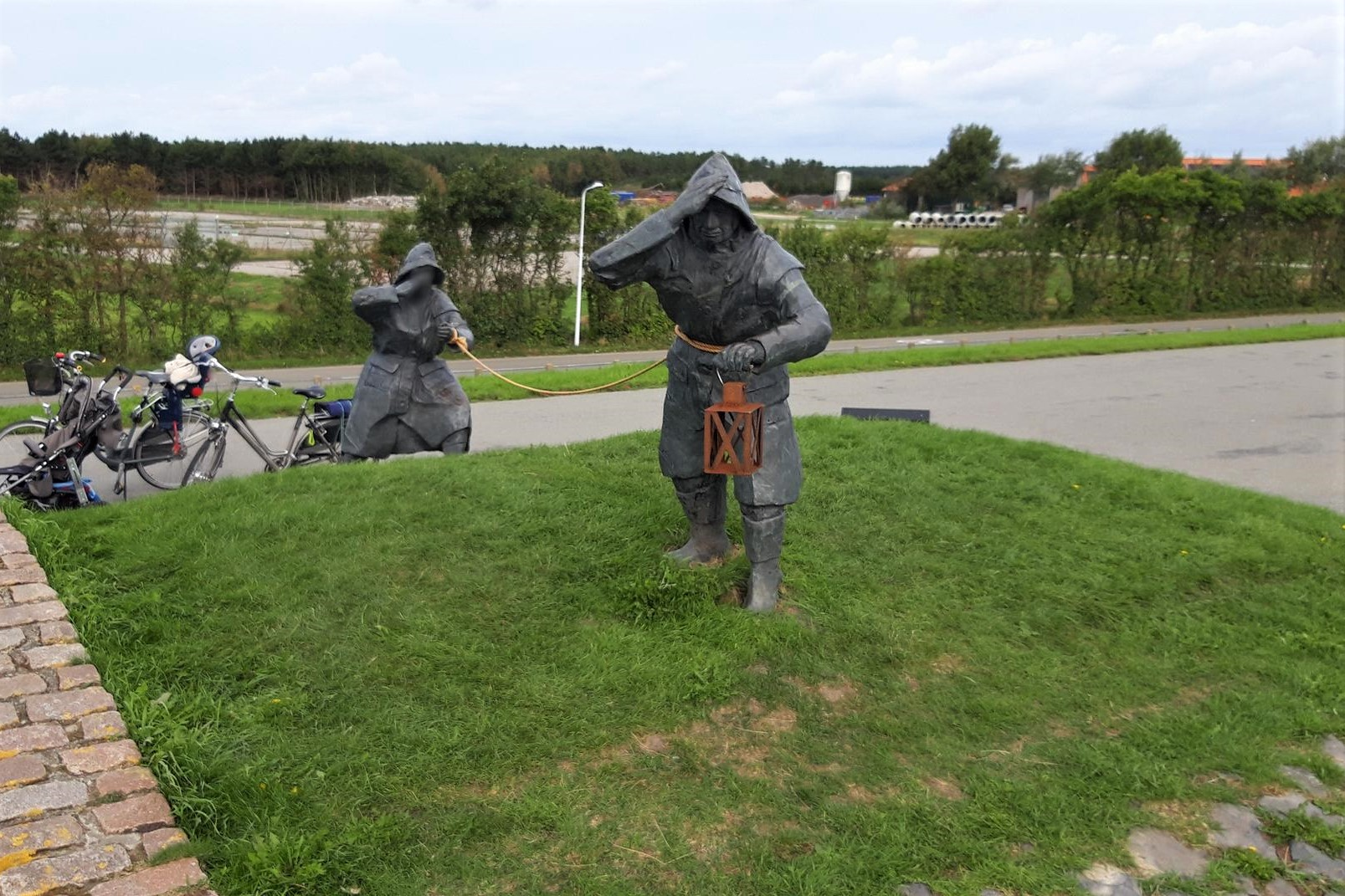
Beeld De Dijkwachters
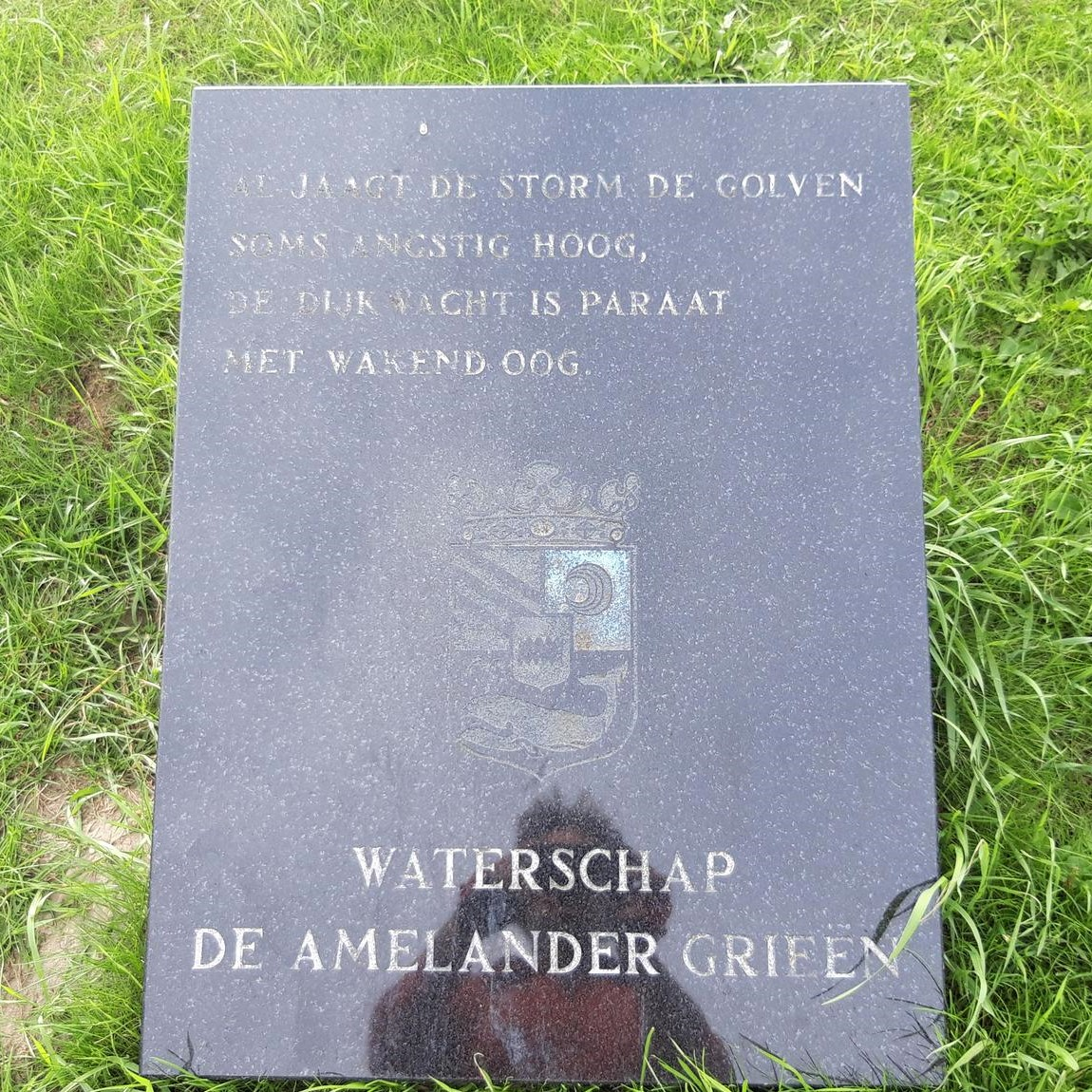
Plaquette waterschap

## Veerdienst
Vanaf Ballumerbocht waren eeuwenlang (beurt)schippers actief die voeren tussen vaste wal, de andere waddeneilanden en Ameland. Zo werd er gevaren op bijvoorbeeld Holwerd, Oudebildtzijl (periode 1505-1600), Nieuwebildtzijl (periode 1600-1664) en Zwarte Haan (ca. 1650 tot ca. 1950).
Vanaf 1932 tot de Tweede Wereldoorlog voerden de ondernemers Olivier en Van der Geest een veerdienst tussen Zwarte Haan en Nes middels een vaste dienstregeling. In 1940 werd de veerdienst door de Duitsers voortgezet vanaf de pier van Holwerd naar Nes. Desondanks was de veerdienst van Olivier en Van der Geest tot en met 1948 actief. Buiten deze vaste veerdienst om werd er vanaf Zwarte Han ook gevaren op Zwarte Haan. Door de aanleg van de Afsluitdijk veranderden de stromingen in de Waddenzee na verloop van tijd, daardoor slibden de vaargeulen van de veerdienst zo goed als dicht en werd de voortzetting van deze dienst en al het grote vaarverkeer onmogelijk.
Dorpen: Ballum · Buren · Hollum · Nes

Buurtschappen: Ballumerbocht · Kooiplaats

Voormalige buurtschap: de Blijke

Friesland: Steden en dorpen      Nederland: Provincies · Gemeenten